# Giovanni Domenico Cassini
Giovanni Domenico Cassini (Perinaldo, República de Gênova, hoje Itália, 8 de junho de 1625 — Paris, 14 de setembro de 1712), também chamado Jean-Dominique ou Cassini I, foi um astrônomo e matemático italiano.

## Vida
Giovanni Cassini estudou no colégio dos Jesuítas em Gênova e Bolonha, e em 1650 foi, sob a proteção do general e senador Cornelio Malvasia, o sucessor de Pater Bonaventura Cavalieri na Universidade de Bolonha como professor na cátedra de astronomia. Nesta função, lecionou, sob o controle da doutrina da Igreja Católica, geometria euclidiana e a astronomia de Ptolomeu. Seu interesse foi atraído principalmente pela aparição de cometas, que ele observava com muita atenção. Além disso, produziu precisas tabelas solares e observou os períodos de rotação de Vênus, Marte e Júpiter. Em 1669, foi chamado pelo rei Luís XIV a fim de tomar parte como membro da Academia de Ciências de Paris, fundada em 1667.

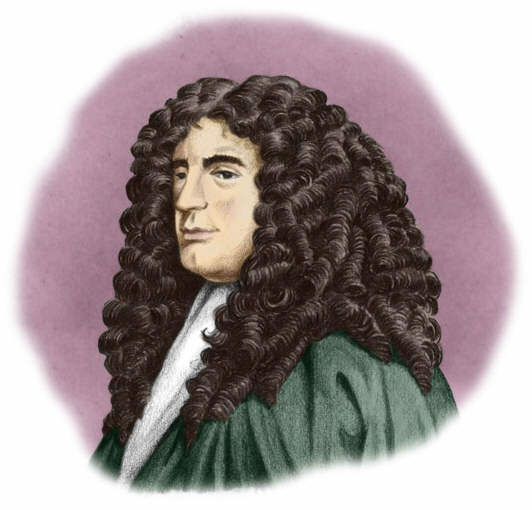
Giovanni Domenico Cassini

Um ano depois, foi nomeado diretor do Observatório Astronômico de Paris. Apesar do observatório de Paris não ser muito bem construído para a observação astronômica.
Cassini ficou cego em 1710, e dois anos depois, no dia 14 de setembro de 1712, faleceu em Paris.
Sucessores na direção do Observatório Astronômico de Paris foram seu filho Jacques, seu neto César François e seu bisneto Jean Dominique.
A sonda espacial da missão Cassini-Huygens da NASA e da ESA chegou em julho de 2004 em Saturno para investigar o sistema de anéis do planeta.

## Astrônomo
Cassini observou e publicou marcações de superfície em Marte (vistas anteriormente por Christiaan Huygens, mas não publicadas), determinou os períodos de rotação de Marte e Júpiter e descobriu quatro satélites de Saturno: Jápeto e Reia em 1671 e 1672, e Tétis e Dione (1684). Cassini foi o primeiro a observar essas quatro luas, que ele chamou de Sidera Lodoicea (as estrelas de Luís), incluindo Jápeto, cujas variações anômalas de brilho ele corretamente atribuiu como sendo devidas à presença de material escuro em um hemisfério (agora chamado de Cassini Regio em sua homenagem). Além disso, ele descobriu a Divisão Cassini nos anéis de Saturno (1675). Ele compartilha com Robert Hooke o crédito pela descoberta da Grande Mancha Vermelha em Júpiter (ca. 1665). Por volta de 1690, a Cassini foi a primeira a observar a rotação diferencial na atmosfera de Júpiter.
Em 1672, ele enviou seu colega Jean Richer para Caiena, Guiana Francesa, enquanto ele próprio permaneceu em Paris. Os dois fizeram observações simultâneas de Marte e, calculando a paralaxe, determinaram sua distância da Terra. Isso permitiu pela primeira vez uma estimativa das dimensões do Sistema Solar: uma vez que as relações relativas de várias distâncias sol-planeta já eram conhecidas pela geometria, apenas uma única distância interplanetária absoluta era necessária para calcular todas as distâncias.
Em 1677, o filósofo inglês John Locke visitou Cassini em Paris. Ele escreve: "No Observatório, vimos a Lua em um vidro de vinte e dois pés, e Júpiter, com seus satélites, no mesmo. O mais remoto estava no leste e os outros três no oeste. Também vimos Saturno e seus anéis, em um vidro de doze pés, e um de seus satélites".
Cassini inicialmente considerou a Terra como o centro do Sistema Solar, embora observações posteriores o obrigaram a aceitar o modelo do Sistema Solar proposto por Nicolau Copernico e, eventualmente, o de Tycho Brahe. “Em 1659 ele apresentou um modelo do sistema planetário que estava de acordo com a hipótese de Nicolaus Copérnico. Em 1661 ele desenvolveu um método, inspirado na obra de Kepler, de mapear fases sucessivas de eclipses solares; e em 1662 ele publicou novas tabelas de o sol, com base em suas observações em San Petronio". Cassini também rejeitou a teoria da gravidade de Newton, após medições que ele realizou que sugeriram erroneamente que a Terra era alongada em seus polos. Mais de quarenta anos de polêmica sobre o assunto foram encerrados em favor da teoria de Newton após as medições da Missão Geodésica Francesa (1736 a 1744) e da expedição lapônica em 1737 liderada por Pierre Louis Moreau de Maupertuis.
Cassini também foi o primeiro a fazer medições de longitude com sucesso pelo método sugerido por Galileu, usando eclipses dos satélites galileus como um relógio.
Em 1683, ele apresentou a explicação correta do fenômeno da luz zodiacal. A luz zodiacal é um brilho fraco que se estende do Sol no plano da eclíptica do céu, causado por objetos empoeirados no espaço interplanetário.
Ele também recebeu o crédito por ter introduzido a Astronomia Indiana na Europa. Em 1688, o enviado francês ao Sião (Tailândia), Simon de la Loubère, voltou a Paris com um manuscrito obscuro relativo às tradições astronômicas daquele país, juntamente com uma tradução francesa.

## Astrólogo
Atraído pelos céus em sua juventude, seu primeiro interesse foi pela astrologia. Quando jovem, ele leu muito sobre o assunto de astrologia, e logo foi muito bem-informado sobre isso; esse amplo conhecimento da astrologia levou à sua primeira nomeação como astrônomo. Mais tarde, ele se concentrou quase exclusivamente na astronomia e praticamente denunciou a astrologia à medida que se envolvia cada vez mais na Revolução Científica.
Em 1645, o marquês Cornelio Malvasia, um senador de Bolonha com grande interesse em astrologia, convidou Cassini para Bolonha e ofereceu-lhe um cargo no Observatório de Panzano, que ele estava construindo na época. A maior parte de seu tempo foi gasto calculando efemérides mais novas, melhores e mais precisas para fins astrológicos usando os métodos e ferramentas astronômicas de rápido avanço da época.

## Engenharia
Em 1653, Cassini, desejando empregar o uso de uma linha meridiana, esboçou um plano para uma nova e maior linha meridiana, mas que seria difícil de construir. Seus cálculos eram precisos; A construção foi executada perfeitamente; e seu sucesso deu à Cassini uma reputação brilhante por trabalhar com engenharia e obras estruturais.
Cassini foi empregado pelo Papa Clemente IX em relação a fortificações, gestão do rio e inundação do rio Pó. "Cassini compôs várias memórias sobre a cheia do rio Pó e sobre os meios de evitá-la; Além disso, ele também realizou experimentos em hidráulica aplicada."  Em 1663 foi nomeado superintendente de fortificações e em 1665 inspetor de Perugia. O Papa pediu a Cassini que tomasse as ordens sagradas para trabalhar com ele permanentemente, mas Cassini recusou-o porque ele queria trabalhar em astronomia em tempo integral.
Na década de 1670, Cassini começou a trabalhar em um projeto para criar um mapa topográfico da França, usando a técnica de triangulação de Gemma Frisius. O projeto foi continuado por seu filho Jacques Cassini e eventualmente terminado por seu neto César-François Cassini de Thury e publicado como a Carte de Cassini em 1789 ou 1793. Foi o primeiro mapa topográfico de um país inteiro.

## Trabalhos

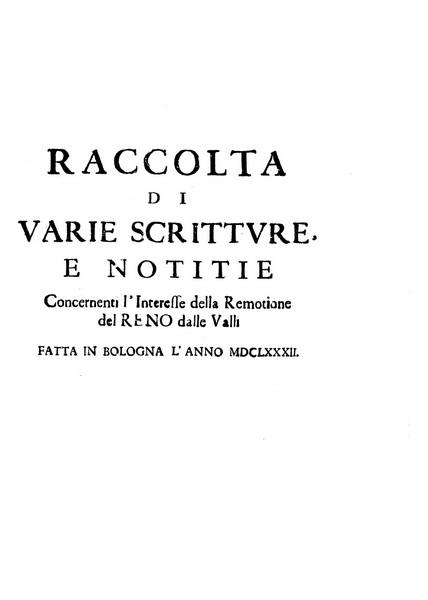
Raccolta di varie scritture (1682)

- Specimen observationum Bononiensium (em latim). Bologna: eredi Evangelista Dozza (1.). 1656
- Martis circa axem proprium revolubilis observationes Bononiae habitae (em latim). Bologna: eredi Evangelista Dozza (1.). 1666
- Spina celeste meteora osservata in Bologna il mese di marzo 1668 (em italiano). Bologna: Emilio Maria Manolessi & fratelli. 1668
- Observations astronomiques faites en divers endroits du royaume, pendant l'année 1672 (em francês). [S.l.: s.n.]
- Abregé des observations et des reflections sur la comete qui a paru au mois de Decembre 1680, et aux mois de Ianvier, Fevrier et Mars de cette annee 1681 (em francês). Paris: Estienne Michallet. 1681
- Cassini, Giovanni Domenico (1682). Raccolta di varie scritture, e notitie concernenti l'interesse della remotione del Reno dalle Valli fatta in Bologna l'anno 1682. (In Bologna): [s.n.]
- Elemens de l'astronomie (em francês). Paris: Imprimerie Royale. 1684
- Découverte de la lumiere celeste qui paroist dans le zodiaque (em francês). Paris: Imprimerie Royale. 1685
- Régles de l'astronomie indienne pour calculer les mouvemens du soleil et de la lune (em francês). Paris: Sébastien Mabre-Cramoisy, veuve. 1689
- De l'origine et du progres de l'astronomie et de son usage dans la geographie et dans la navigation (em francês). 1. Paris: Imprimerie Royale. 1693
- Hypotheses et les tables des satellites de Jupiter, reformeés sur de nouvelles observations (em francês). Paris: Jean Anisson. 1693
- Meridiana del tempio di S. Petronio tirata e preparata per le osservazioni astronomiche l'anno 1655 (em italiano). Bologna: eredi Vittorio Benacci. 1695
- Description et usage du planisphere céleste (em francês). [S.l.: s.n.]
- Cassini's works digitalizadas e disponíveis na biblioteca digital do Paris Observatory